# Jonathan Parr
Jonathan Parr, né le 21 octobre 1988 à Oslo, est un footballeur international norvégien qui évolue au poste de défenseur à Strømsgodset IF.

## Biographie
Jonathan Parr quitte Aalesund le 19 juillet 2011 et signe dans le club anglais de Crystal Palace, en deuxième division anglaise. Le 28 mai 2014 il est libéré par le club.
Le 7 juillet 2014 il rejoint Ipswich Town.
Le 13 janvier 2016 il rejoint Strømsgodset IF.

## Sélection
- Norvège : 1 sélection
- Première sélection le 29 mai 2010 : Norvège - Monténégro (2-1)

Jonathan Parr fait ses débuts avec la sélection norvégienne lors d'un match amical contre le Monténégro disputé comme titulaire le 29 mai 2010.

## Palmarès
- Aalesunds FK
  - Vainqueur de la Coupe de Norvège en 2009.